# Kallmerode
Kallmerode est une commune allemande située dans l'arrondissement d'Eichsfeld en Thuringe.

## Géographie

Situation de Kallmerode dans l'arrondissement

La commune fait partie de la Communauté d'administration de Dingelstädt.

## Démographie
| 1910 | 1933 | 1939 | 1995 | 2000 | 2005 | 2010 |
| ---- | ---- | ---- | ---- | ---- | ---- | ---- |
| 603  | 663  | 633  | 592  | 620  | 607  | 621  |